# Eren Güvercin
Eren Güvercin (Colonia, 1980) è un giornalista tedesco di origine turca.
È un membro della 4 ° Conferenza sull'Islam tedesco (Deutsche Islamkonferenz).

## Biografia
È figlio di genitori turchi e originario di Colonia. Per molti anni è stato autore del quotidiano islamico "Islamische Zeitung" . Ha anche scritto per Frankfurter Allgemeine Zeitung e Deutschlandradio, WDR, taz e der freitag . Ha studiato giurisprudenza a Bonn.
È uno dei fondatori della Società Alhambra .
È membro del comitato del “Forum für offene Religionspolitik e. V." (trad. Forum per politica religiosa aperta), è stato l'iniziatore del progetto "Alternative Islamkonferenz" (Conferenza Islamica Alternativa) ed ex membro del comitato consultivo confessionale del Centro Islamico Teologico (ZIT - Zentrum für Islamische Theologie) dell'università di Münster (Westfälische Wilhelms-Universität).

## Posizioni
Güvercin si impegna contro l'influenza della Turchia negli affari musulmani in Germania. Güvercin vede il Ramadan come parte delle usanze tedesche.